# Wohnturm Wahlwies
Der Wohnturm Wahlwies, auch Schmalhans genannt, ist ein abgegangener Wohnturm in Wahlwies, einem heutigen Stadtteil von Stockach im Landkreis Konstanz in Baden-Württemberg.
Vermutlich wurde der Wohnturm von den im 13. und 14. Jahrhundert genannten Herren von Wahlwies erbaut. Seit dem 15. Jahrhundert werden die Herren von Bodman genannt. 
Von der erst 1572 erwähnten ehemaligen Burganlage zeugt nur noch die Straße „Zum Schmalhans“.